# Ziryab

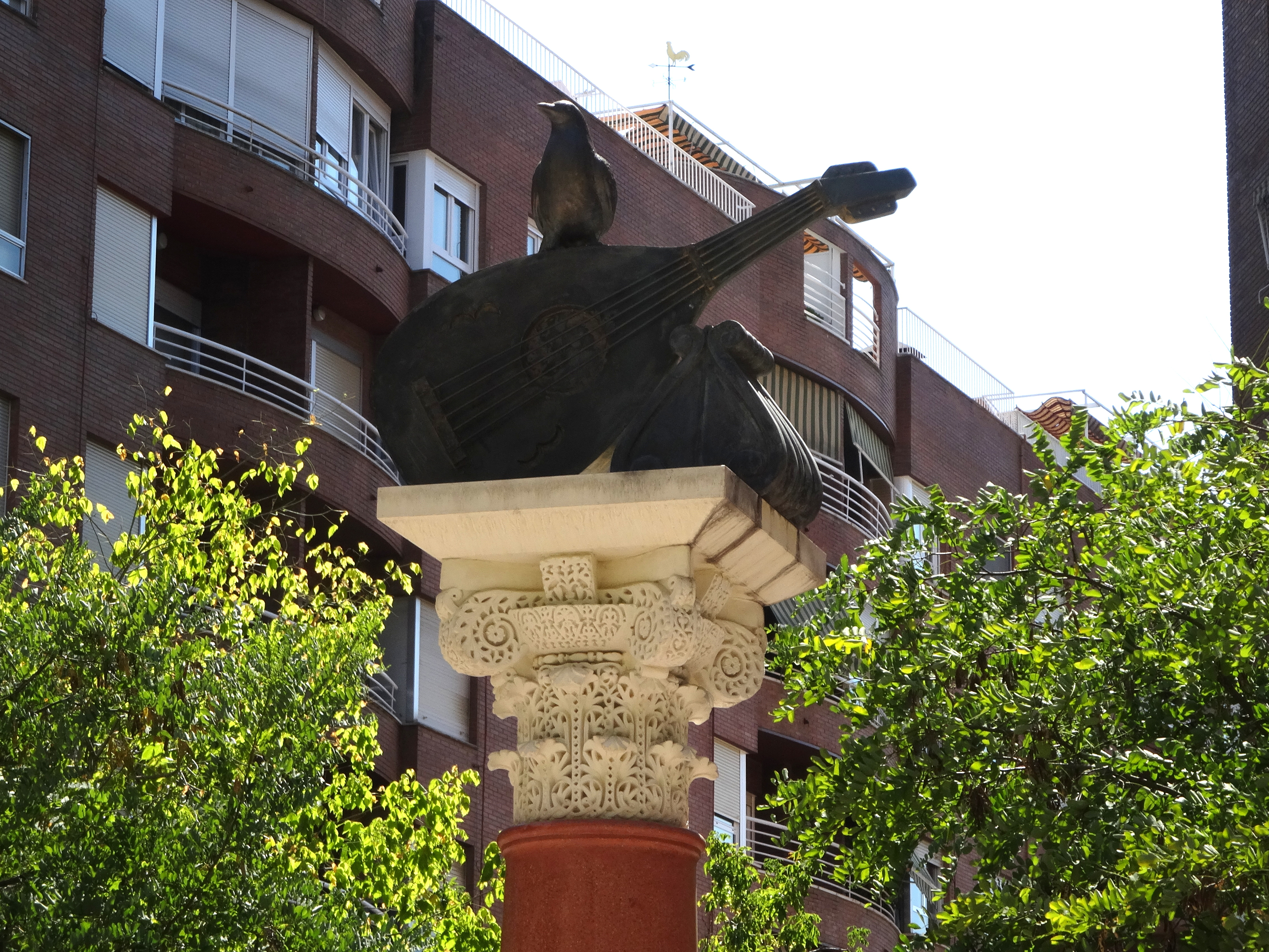
Denkmal für Ziryab, dargestellt als Amsel, in Córdoba

Abu l-Hasan ʿAli ibn Nafiʿ (arabisch أبو الحسن علي بن نافع, DMG Abū l-Ḥasan ʿAlī b. Nāfiʿ) oder Ziryab (arabisch زرياب, DMG Ziryāb; geboren 789, gestorben am 27. Januar 857 in Córdoba) war ein Sänger, Oud-Spieler, Komponist, Dichter und Lehrer, der im Irak, in Nordafrika und al-Andalus lebte und arbeitete. Er gilt als der größte Musiker in al-Andalus und ist darüber hinaus als Universalgelehrter bekannt, der Kenntnisse in Astronomie, Geographie, Meteorologie, Botanik, Kosmetik, Kochkunst und Mode hatte.  Ziryab war vor allem am Umayyaden-Hof in Córdoba aktiv. Bekannt wurde er am Abbasiden-Hof in Bagdad, seinem Geburtsort, als Künstler und Schüler des großen persischen Musikers und Komponisten Ishaq al-Mawsili, der aus Kufa stammt.
Ziryab verließ Bagdad während der Regierungszeit des abbasidischen Kalifen al-Ma'mūn und zog nach Córdoba im Süden der Iberischen Halbinsel, wo er als Musiker am Hof des Umayyaden Abd ar-Rahman II. aufgenommen wurde.

## Herkunft
Ziryabs Karriere blühte in al-Andalus. Nach der Encyclopedia of Islam wurde er um 175 nach Islamischer Zeitrechnung (um 790 n. Chr.) in eine Mawālī-Familie des Kalifen al-Mahdi geboren. Seine ethnische Herkunft ist umstritten, verschiedene Quellen bezeichnen ihn als Afrikaner, Araber, Kurden oder Perser.
Das Wort Ziryab wird als „Amsel“ bzw. „Schwarzdrossel“ übersetzt. Ziryab ist bekannt für seine dunkle Hautfarbe und gewandte Zunge, denen er seinen Beinamen verdankt.

## Historischer Kontext – frühe Jahre
Im Zuge der islamischen Expansion breitete sich die arabische Musik bis nach Westchina im Osten und die Iberische Halbinsel im Westen aus, die von den Muslimen im 8. Jahrhundert in al-Andalus umbenannt wurde. Hier waren sie zunächst eine kleine Minderheit, die der Mehrheit der Christen und einer kleineren jüdischen Gemeinde gegenüberstanden, die ihre eigenen Musikstile hatten. Mit ihrer Ankunft führten die Muslime neue Musikstile ein, und die wichtigsten Städte der Halbinsel wurden bald zu bekannten Zentren für Musik in der islamischen Welt. Während des 8. und 9. Jahrhunderts kamen viele Musiker und Künstler aus der ganzen islamischen Welt auf die Iberische Halbinsel. Während viele talentiert waren, übertraf Ziryab sie alle.
Ziryab wurde höchstwahrscheinlich in Bagdad geboren, obwohl arabische Quellen Mossul als seinen Geburtsort angeben, sowie dass er schon in jungen Jahren in der Kunst der Musik unterrichtet wurde. Zu dieser Zeit war Bagdad ein wichtiges Musikzentrum in der muslimischen Welt. Alle Quellen stimmen darin überein, dass der versierte und talentierte Musiker Ishaq al-Mawsili Ziryabs Lehrer war. Es gibt einige Debatten darüber, wie er nach al-Andalus gekommen ist, möglicherweise, nachdem er seinen Gönner oder eine mächtige Person mit seinem musikalischen Talent beleidigte.
Ein Bericht von al-Maqqarī sagt, dass Ziryab die Eifersucht seines Mentors hervorrief, indem er eine eindrucksvolle Vorführung vor dem Kalifen Harun ar-Raschid (gestorben 809) gab, mit dem Ergebnis, dass Mawsili ihn aufforderte, die Stadt zu verlassen. Ältere und zuverlässigere Quellen weisen darauf hin, dass er sowohl Harun als auch seinen Sohn al-Amin überlebte und erst nach dem Tod al-Amins im Jahr 813 abreiste.
Ziryab verließ also Bagdad in der Regierungszeit al-Ma'muns irgendwann nach 813. Er reiste zuerst nach Syrien, dann nach Ifrīqiya (Tunesien), wo er am Hof des Aghlabiden Ziyādat Allāh I. (regierte 816–837) lebte. Ziryab überwarf sich mit Ziyadat Allah, wurde 821 ausgewiesen, dann aber vom Umayyaden-Fürsten al-Hakam I. (regierte 796–822) nach al-Andalus eingeladen. Er erfuhr bei seiner Ankunft in Algeciras im Jahr 822, dass der Fürst gestorben war, aber dessen Sohn und Nachfolger Abd ar-Rahman II. erneuerte die Einladung. Ziryab ließ sich in Córdoba nieder, er wurde mit einem Monatsgehalt von 200 Golddinar geehrt und bald der Liebling des Hofes in Bezug auf Essen, Mode, Gesang und Musik. In all diesen Bereichen führte er Qualitätsstandards ein und setzte neue Maßstäbe für elegante und edle Manieren. Ziryab wurde so zu einer prominenten Kultfigur und ein vertrauter Begleiter des Fürsten, der von Abd al Rahman II. ein riesiges Unterhalt bezog: „5640 Dinar im Jahr, 300 Mudd Getreide, Besitz im Wert von 40.000 Dinar“.
Al-Maqqarī sagt in seinem Nafh at-Tib: „Es gab weder vor noch nach ihm (Ziryab) einen Mann seines Berufes, der mehr geliebt und bewundert wurde.“

## Musik
Der Legende nach soll Ziryab die Oud durch Hinzufügen einer fünften Saite (oder eines fünften Saitenpaares) und die Verwendung eines Adlerschnabels oder einer Feder anstelle eines Holzpflocks als Plektrum verbessert haben. Ziryab färbte auch die vier Saiten in einer Farbe, um die aristotelischen Temperamente zu symbolisieren, und die fünfte Saite, um die Seele darzustellen. Er soll einen einzigartigen und einflussreichen Stil der musikalischen Darbietung geschaffen und Lieder geschrieben haben, die auf der Iberischen Halbinsel über mehrere Generationen aufgeführt wurden. „Er verfügte über ein ernormes Gedächtnis: angeblich wusste er Text und Melodie von 10.000 Liedern“. Er hatte großen Einfluss auf die spanische Musik, und gilt als Begründer der andalusischen Musik-Traditionen Nordafrikas.
Ziryabs Bagdader Musikstil wurde am Hof Abd ar-Rahmans II. sehr beliebt. Er wurde auch zum Vorbild dafür, wie ein Höfling handeln sollte. Laut Dschābir ibn Hayyān war er mit den Gelehrten seiner Zeit in vielen Bereichen der klassischen Forschung wie Astronomie, Geschichte und Geographie bestens vertraut.
Laut Ahmad at-Tifaschi scheint Ziryab eine frühe Liedfolge populär gemacht zu haben, die möglicherweise ein Vorläufer der nūbāt (Singular nūbā) war (ursprünglich nur die Abfolge eines Interpreten für den Fürsten) oder Nuba aus Andalusien, das heute als die klassische arabische Musik Nordafrikas bekannt ist, obwohl die Verbindungen eher dürftig sind.
Abd ar-Rahman II. war ein großer Förderer der Künste, und Ziryab wurden viele Freiheiten eingeräumt. Er gründete eine der ersten Musikschulen in Córdoba, die Sänger und Musiker ausbildete, die die musikalische Darbietung für mindestens zwei Generationen nach ihm beeinflussten. Diese Schule hatte sowohl männliche als auch weibliche Schüler und war in der damaligen Aristokratie sehr beliebt. Laut Ibn Hayyan entwickelte Ziryab verschiedene Tests für seine Schüler: wenn einer zum Beispiel keine große Stimmkapazität hatte, steckte er Holzstücke zwischen seine Kiefer, um ihn zu zwingen, den Mund offen zu halten; oder er schlang eine Schärpe fest um die Taille, um sie auf eine bestimmte Weise atmen zu lassen. Er prüfte neue Schüler, indem er sie so laut und lang wie möglich singen ließ, um festzustellen, ob sie über ausreichende Lungenkapazität verfügten.

## Familie
Laut der Hauptquelle, Ibn Hayyan, hatte Ziryab acht Söhne und zwei Töchter. Fünf der Söhne und beide Töchter wurden bekannte Musiker. Seine Kinder hielten die Musikschule ihres Vaters am Leben; die von ihnen ausgebildeten Sklavensängerinnen galten auch in der folgenden Generation als verlässliche Quellen für sein Repertoire.

## Mode und Hygiene
Ziryab führte den Modetrend ein, sich je nach Jahreszeit und Wetter zu kleiden. Er schlug unterschiedliche Kleidung für den Vormittags, den Nachmittags und den Abend vor. Henri Terrasse, ein französischer Nordafrika-Historiker, berichtet, dass die Legende Winter- und Sommermode, sowie die „luxuriöse Kleidung des Orients“, die man heute in Marokko finde, Ziryab zuschreibt, erklärt aber auch: „Ohne Zweifel konnte ein einzelner Mensch diese Transformation nicht erreichen. Es ist eher eine Entwicklung, die die muslimische Welt im Allgemeinen erschütterte …“
Er schuf eine neue Art von Deodorant um schlechte Gerüche loszuwerden, förderte auch morgendliche und abendliche Bäder und betonte die Aufrechterhaltung der persönlichen Hygiene. Es wird vermutet, dass Ziryab eine frühe Zahnpasta erfunden hat, die er im gesamten al-Andalus populär machte. Die genauen Inhaltsstoffe dieser Zahnpasta sind nicht bekannt, aber es wurde berichtet, dass sie sowohl „funktional als auch angenehm im Geschmack“ gewesen sei.
Al-Maqqari zufolge trugen alle Bewohner von al-Andalus vor der Ankunft Ziryabs am Hof von Córdoba ihr Haar lang und in der Mitte gescheitelt, ließen es lose bis zu den Schultern hängen, Männern und Frauen gleichermaßen; Ziryab ließ sich seine Haare mit Pony bis zu den Augenbrauen und quer über die Stirn schneiden: „neue Kurzhaarfrisuren lassen Nacken, Ohren und Augenbrauen frei“. Zudem hat er die Rasur unter Männern populär gemacht. Das Königtum pflegte seine Haare mit Rosenwasser zu waschen, aber Ziryab führte die Verwendung von Salz und duftenden Ölen ein, um den Zustand der Haare zu verbessern.
Er soll auch Schönheitssalons für die Frauen der Elite Córdobas eröffnet haben, doch wird dies von den frühen Quellen nicht bestätigt.

## Kochkunst
Ziryab war ein Förderer der kulinarischen Mode und des Geschmacks, der auch „die lokale Küche revolutionierte“, indem er neues Obst und Gemüse wie Spargel und das Drei-Gänge-Menü einführte, das auf ledernen Tischdecken serviert wurde, indem er darauf bestand, dass Mahlzeiten in drei getrennten Gängen serviert werden sollten, bestehend aus Suppe, Hauptgericht und Dessert. Er führte die Benutzung von Kristallglas für Getränke ein, das dafür besser geeignet war als Metall. Diese Angabe wird durch Berichte gestützt, denen zufolge er große Kristallkelche schnitt. Vor seiner Zeit wurde das Essen einfach auf Tellern auf leeren Tischen serviert, wie dies bereits bei den Römern der Fall war.

## Vermächtnis
Ziryab revolutionierte den Hof in Córdoba und machte ihn zur Stilhauptstadt seiner Zeit. Ob neue Kleidung, Frisuren, Lebensmittel, Hygieneprodukte oder Musik – er hat die andalusische Kultur für immer verändert: die musikalischen Beiträge von Ziryab bilden die Grundlage für die klassische andalusische Musik. Nach Ziryab wurde eine Musikschule in Tunis benannt.